# Somogyi Nusi
Somogyi Nusi, teljes nevén: hollósi Somogyi Anna Irén (Budapest, 1890. március 3. – Budapest, 1963. október 8.) magyar színésznő.

## Életútja
Hollósi Somogyi István szűcsmester és Mesterházy Anna leánya. A Deák téri református polgári iskolában tanult, majd az Országos Színészegyesület színiiskolájának növendéke lett. Kecskeméten lépett színpadra Mariházy Miklós társulatánál, majd Rott Sándor a Folies Caprice-hez hívta és nyaranta a Jardin de Paris-nak is tagja volt. 1910 nyarán a szegedi Vígszínpadhoz került, ahol Krémer Jenő volt az igazgatója. Ezután Beöthy László hívására a Király Színházhoz szerződött, ahol a Sybill című operettben a 35. előadás után Lábass Juci helyett a színésznő gyengélkedése miatt egészen a 100. előadásig ő alakította a szubrettszerepet. A Színházi Élet 1914/15. száma így írt róla: „Most a Királyszínház közönsége estéről-estére megállapíthatja, hogy a szinház választása igen szerencsés volt. Somogyi Nusi ugyanis nemcsak szédületes táncosnő, de kedves, ötletes, talentumos színésznő, akire ezen a pályán igen szép karrier vár még.”
1916 novemberében a Népopera tagja lett Beöthy László igazgatása alatt, ezután a Télikerthez ment. 1919 októberében újra a Király Színházhoz szerződött, majd 1923-ban a Blaha Lujza Színház tagja lett. 1928-ban fellépett Bécsben, 1931-ben pedig a Fővárosi Operettszínházban vendégszerepelt. 1929. július 16-án házasságot kötött gróf Béldi Ferenc Ákos Kálmán Mária földbirtokossal. 1933 és 1940 között a Royal Orfeumban játszott, de tagja volt 1939-ben a Márkus Parkszínháznak, 1941-ben a Madách Színháznak, 1942-ben pedig a Vidám Színház művészeként lépett fel. Az igazolóbizottság 1945-ben három évre eltiltotta a színpadtól azzal az ürüggyel, hogy Somogyi Anna „fanatikus Hitler-imádó”. 1946-ban azonban már játszott az Operettszínházban, majd 1947-ben a Medgyaszay Színházban. 1951-ben a Kisvarieté, később pedig a Népvarieté tagja volt, 1954-től a Fővárosi Operettszínházban szerepelt. 1957-től 1959-ig a Blaha Lujza Színházban lépett színpadra, majd 1960-ban nyugalomba vonult.
Emancipált nőként saját kocsijával gyakorta részt vett magyarországi autóversenyeken és lóversenyeken.

## Fontosabb színházi szerepei
- Málika (Postás Katica)
- Mici (Árvácska)
- Petruska (Hajtóvadászat)
- Sally (Aranyhattyú)
- Horváth Sári (A legkisebbik Horváth-lány)
- Máli (Szépasszony kocsisa)
- Léni (Anna-bál)
- Pepi (Régi jó Budapest)
- Gretl (Lehár Ferenc: Kék mazúr)
- Rica Maca (Zerkovitz Béla: Csókos asszony)
- Illésházy Ágota (Huszka Jenő: Lili bárónő)
- Diana (Huszka Jenő: Aranyvirág)
- Elvira (Eisemann Mihály: Bástyasétány 77)
- Saint-Pauly grófnő (Kemény Egon–Nóti Károly–Földes Imre–Halász Rudolf: Fekete liliom (1946, Fővárosi Operettszínház)
- Amália (Lajtai Lajos: Három tavasz)
- Borbás Mihályné (Fényes Szabolcs: Két szerelem)

## Magyar Rádió
- Patkóné asszonyság (Kemény Egon–Erdődy János: Krisztina kisasszony (1959)

## Filmszerepei
- Harrison és Barrison (1917)
- Harrison és Barrison II. (1918) - Jappi
- Mary Ann (1919) - Rosie
- Fehér rózsa (1919) - rabnő
- Liliom (1919)
- Se ki, se be! (1919) - Brown felesége
- Az ördög mátkája (1926)
- Lila akác (1934) - Mili, virágárus
- Café Moszkva (1935) - kasszírnő
- Szenzáció! - A késdobáló (1936) - Szálka Leóné
- Pesti mese (1937) - az artista felesége
- Toprini nász (1939) - Natasa, mulatós
- Mindenki mást szeret (1940) - jegyzőné
- Cserebere (1940) - Balázs Panni anyja
- Ismeretlen ellenfél (1940) - Bözsi, pincérnő
- A szerelem nem szégyen (1940) - Julis, szakácsnő Tormaynál
- Akit elkap az ár (1941) – Eveline
- Magdolna (1941) - Mici, fodrásznő
- Bűnös vagyok! (1941) - Teri, szobalány
- Ne kérdezd, ki voltam (1941) - Juliska, szobaasszony
- Szabotázs (1941)
- Szíriusz (1942) - hercegnő
- Fráter Lóránd (1942) - Tercsi
- Alkalom (1942) - Sugárné, vendég az estélyen
- Külvárosi őrszoba (1942) - Gáspár mama, kocsmárosné
- Annamária (1942) - Boris, házvezetőnő
- Heten, mint a gonoszok (1942) - kasszás hölgy a vidámparkban
- A láp virága (1942) - Mihályi Sándorné
- Egy szoknya, egy nadrág (1943) - Carmencita, Juarez Dulcinea komornája
- Tilos a szerelem (1943) - Kerekes Judit egyik nagynénje
- Ragaszkodom a szerelemhez (1943) - Török Bálintné Ilonka, Vali anyja
- Orient express (1943) - Gizella, Boda Géza nagynénje
- Megálmodtalak (1943) - Harsányiné, Helén anyja
- Fehér vonat (1943)
- Gazdátlan asszony (1944) - Alíz anyja, vendég Pártoséknál
- Zöld, sárga, piros (1948)
- Különös házasság (1951)
- Déryné (1951)
- Állami Áruház (1953) - árufelhalmozó
- Fel a fejjel (1954)
- Budapesti tavasz (1955)
- Ünnepi vacsora (1956)
- Szakadék (1956)
- Dollárpapa (1956)
- A csodacsatár (1956)
- Gábor diák (1956)
- A tettes ismeretlen (1957)
- Külvárosi legenda (1957)
- Két vallomás (1957)
- Dani (1957)
- Égi madár (1958)
- Micsoda éjszaka! (1958) – régiségkereskedő
- Szent Péter esernyője (1958) – Münzné
- Vörös tinta (1959)
- Tegnap (1959)
- Felfelé a lejtőn (1959)
- Fekete szem éjszakája (1959)
- Szerelem csütörtök (1959)
- Akiket a pacsirta elkísér (1959)
- Gyalog a mennyországba (1959)
- Kálvária (1960)
- Rangon alul (1960)
- Légy jó mindhalálig (1960)
- Megöltek egy lányt (1961)
- Az ígéret földje (1961)
- Nem ér a nevem (1961)
- Jó utat, autóbusz (1961)
- Amíg holnap lesz (1961)
- Mici néni két élete (1962)
- Az aranyember (1962)
- Hattyúdal (1963)
- Bálvány (1963)
- Szélhámosnő (1963)